# Espinosa de Henares
Espinosa de Henares é um município da Espanha na província de Guadalajara, comunidade autónoma de Castilla-La Mancha, de área 36 km² com população de 660 habitantes (2006) e densidade populacional de 16,02 hab/km².

## Demografia
| Variação demográfica do município entre 1991 e 2004 | Variação demográfica do município entre 1991 e 2004 | Variação demográfica do município entre 1991 e 2004 | Variação demográfica do município entre 1991 e 2004 |
| --------------------------------------------------- | --------------------------------------------------- | --------------------------------------------------- | --------------------------------------------------- |
| 1991                                                | 1996                                                | 2001                                                | 2004                                                |
| 517                                                 | 543                                                 | 554                                                 | 631                                                 |